# Margaretamys parvus
Margaretamys parvus  (Musser, 1981) è un roditore della famiglia dei Muridi endemica dell'Isola di Sulawesi.

## Descrizione

### Dimensioni
Roditore di piccole dimensioni, con la lunghezza della testa e del corpo tra 96 e 114 mm, la lunghezza della coda tra 154 e 184 mm, la lunghezza del piede tra 23 e 25 mm, la lunghezza delle orecchie tra 19 e 20 mm e un peso fino a 40 g.

### Aspetto
La pelliccia è corta, densa e soffice. Le parti superiori sono bruno-rossicce brillanti, mentre le parti ventrali sono bianco-grigiastre scure. Sono presenti degli anelli marroni intorno agli occhi. Le vibrisse sono lunghe 55 mm. Una striscia marrone scura si estende sul dorso dei piedi fino alla base delle dita, che sono bianche. Il resto delle zampe è bianco e ricoperto di piccoli peli argentati. La coda è molto più lunga della testa e del corpo, uniformemente marrone scura e ricoperta di peli che diventano sempre più lunghi verso l'estremità fino a formare un ciuffo evidente.

## Biologia

### Comportamento
È una specie arboricola.

### Alimentazione
Si nutre di frutta ed insetti.

## Distribuzione e habitat
Questa specie è diffusa nella parte centrale di Sulawesi.
Vive nelle foreste pluviali montane tra 1.800 e 2.272 metri di altitudine. Non è stata osservata nelle foreste tropicali sempreverdi di pianura.

## Conservazione
La IUCN Red List, considerato che non ci sono informazioni recenti sul proprio areale e sullo stato della popolazione, classifica M.parvus come specie con dati insufficienti (DD).